# Били Батгейт
„Били Батгейт“ (на английски: Billy Bathgate) е американски филм от 1991 година на режисьора Робърт Бентън.

## Сюжет
Действието се развива през 1930-те години в САЩ. Нюйоркският гангстер на име Дъч Шулц е глава на влиятелна банда. Той открива и неочаквано се доближава до необичайното младо момче Били Батгейт от Бронкс. Скоро Дъч разговаря с помощника си Бо Уейнберг, който го предава. Били в тази история показва абсолютна лоялност и се издига в йерархията на бандата до позицията на първия помощник на Дъч.
След смъртта на Бо Уейнберг, Дрю Престън остава сама, Дъч я харесва и я прави своя любовница. Същевременно е преследван от специалните служби и е ангажиран в продължителен съдебен процес. Дъч инструктира Били да се грижи за Дрю. Младите се влюбват един в друг, осъзнавайки, че Дъч не трябва да живее дълго или да бъде освободен. Били решава да напусне играта и да се скрие с любимата си жена.

## В ролите
| Актьор        | Роля                          |
| ------------- | ----------------------------- |
| Дъстин Хофман | Артър (Дъч Шулц) Флегенхаймер |
| Никол Кидман  | Дрю Престън                   |
| Стивън Хил    | Ото Берман                    |
| Лорен Дийн    | Били Батгейт                  |
| Брус Уилис    | Бо Уейнберг                   |
| Стив Бушеми   | Ървинг                        |
| Стенли Тучи   | Лъки Лучано                   |
| Били Джай     | Мики                          |
| Джон Костело  | Лулу                          |